# Trattato di Shimonoseki
Il trattato di Shimonoseki (giapponese 下関条約, Shimonoseki Jōyaku), noto in Cina come trattato di Maguan (cinese tradizionale 馬關條約, semplificato 马关条约, pinyin Mǎguān tiáoyuē) fu la convenzione firmata all'hotel Shunpanrō il 17 aprile 1895 tra l'Impero giapponese e la dinastia Qing. Esso pose fine alla prima guerra sino-giapponese. La conferenza di pace si era aperta il 19 marzo.

## Condizioni
Il trattato segnò la chiara vittoria giapponese nel conflitto. La Cina infatti dovette riconoscere l'indipendenza della Corea, rinunciando a tutte le rivendicazioni sul paese, cedendo inoltre al Giappone la penisola di Liaodong (all'epoca "Liaotung", porzione meridionale della regione di Fengtian, oggi parte della provincia del Liaoning), l'isola di Taiwan e le isole Pescadores. Fu infine costretta a versare al Giappone un'indennità di guerra di 200 milioni di liang, pagabili in sette anni, e a firmare un trattato commerciale simile a quelli già stipulati con le potenze occidentali sulla scia delle guerre dell'oppio. Il trattato commerciale ratificò l'apertura di porti e vie fluviali al commercio giapponese.

### Ammontare dell'indennità
Per meglio comprendere l'ammontare dell'indennità di guerra si tenga presente che un liang d'argento pesava circa 37,3 grammi. La somma di 200 milioni di liang equivaleva quindi a circa 7.460 tonnellate d'argento. In seguito, quando il Giappone fu costretto a cedere alla Russia la penisola di Liaodong (con il nodo strategico di Port Arthur), chiese alla Cina un ulteriore indennizzo di 30 milioni di liang (1.120 tonnellate), per un totale di oltre 8.000 tonnellate d'argento.

## Firmatari
La minuta del trattato venne stilata da John Watson Foster, ex segretario di Stato americano, che consultò la dinastia Qing. Il documento finale fu siglato dal conte Itō Hirobumi e dal visconte Mutsu Munemitsu per conto del Giappone, e da Li Hongzhang e Li Jingfang per conto dell'imperatore cinese. Prima della firma Li Hongzhang fu aggredito da un estremista di destra giapponese, il 24 marzo, con un colpo d'arma da fuoco che lo ferì alla schiena nel suo alloggio presso il tempio di Injoji. L'attentato sollevò nell'opinione pubblica mondiale un forte sdegno, che costrinse il Giappone a temperare le proprie richieste e ad accondiscendere a un temporaneo cessate il fuoco. La conferenza venne momentaneamente sospesa e riprese il 10 aprile seguente.

## L'intervento delle potenze europee
Le condizioni impari imposte dal Giappone alla Cina scatenarono il pronto intervento delle tre principali potenze europee, Russia, Francia e Germania, tutte e tre presenti in Cina con presidi commerciali e mire espansionistiche. La Triplice d'Oriente si attivò appena dopo tre giorni dalla firma del trattato con l'immediata richiesta al Giappone di rinunciare alla proprie rivendicazioni sulla Penisola di Liaodong e conseguentemente su Port Arthur.
Lo zar Nicola II di Russia ed il kaiser Guglielmo II di Germania avevano infatti dei progetti ben precisi su Port Arthur, visto come possibile sbocco al mare per la Russia. Dietro la minaccia di un conflitto aperto da parte delle tre potenze europee, il Giappone fu costretto a ritirarsi dalla penisola di Liaodong e a rinunciare ad ogni suo diritto sulla regione, in cambio di un ulteriore indennizzo di guerra da parte della Cina.
Le reali mire espansionistiche che avevano indotto la Triplice d'Oriente si manifestarono alcuni mesi dopo la cessione della penisola di Liaodong da parte del Giappone, quando la Russia iniziò la costruzione di una ferrovia che partiva da Port Arthur ed era diretta ad Harbin, tutto ciò a dispetto delle aperte proteste diplomatiche della Cina. La crisi diplomatica venne risolta da parte della Russia, inducendo la Cina a cedere parte della penisola di Liaodong, comprendente Port Arthur, alle potenze europee con la creazione del Territorio franco di Kwantung che rimase in essere fino al 1945. In poco meno di due anni, Germania, Francia  e Gran Bretagna ottennero concessioni molto simili a quelle fatte dalla Cina alla Russia, ottenendo di fatto enormi vantaggi dal controllo di intere regioni dell'ormai indebolito Impero cinese.

## Reazione giapponese
Come reazione alla preponderante presenza delle potenze europee in Estremo Oriente e al fatto che la comunità internazionale permetteva loro interventi arbitrari e lesivi della sovranità nazionale degli stati più deboli, il Giappone intensificò la propria politica di potenziamento industriale e militare ottenendo in ciò enormi risultati, come avrebbe poi dimostrato circa un decennio dopo nella guerra russo-giapponese. Nell'isola di Taiwan, alcuni ufficiali fedeli alla dinastia Qing insieme ad appartenenti alla borghesia dell'isola dichiararono la creazione della Repubblica di Formosa nel 1895, che però ben presto si rivelò un totale fallimento non ricevendo riconoscimento alcuno dalla comunità internazionale.
Queste continue umiliazioni del proprio orgoglio nazionale da parte di altri stati, indussero il Giappone, secondo molti storici giapponesi, a operare un vero e proprio giro di vite nei confronti della propria politica estera, che sarebbe stato cruciale nei decenni successivi, portando l'allora pacifico Giappone a diventare una nazione aggressiva sia economicamente che militarmente, a imitazione delle potenze europee allora presenti in Estremo Oriente.